# Remos GX

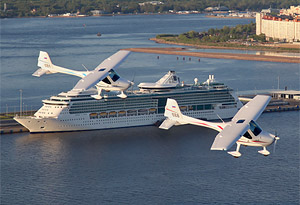
Пара Ремосов над портом Санкт-Петербурга

Remos GX («Ремос Джи Икс») — немецкий сверхлёгкий самолёт. Выпускается компанией Remos Aircraft GmbH с 2006 года, как модификация самолёта Remos G3. Производство самолётов Remos GX расположено в Пазевальке, Германия.

## Лётно-технические характеристики

### Технические характеристики
- Экипаж: 1 человек
- Пассажировместимость: 1 пассажир
- Длина: 6,48 м
- Размах крыла: 9,30 м
- Высота: 2,26 м
- Площадь крыла: 11,0 м²
- Масса пустого: 320 кг
- Максимальная взлётная масса: 599 кг
- Объём топливного бака: 79,49 л
- Двигатели: 1× Rotax 912ULS
- Мощность: 1× 75 кВт

### Лётные характеристики
- Максимальная скорость: 198 км/ч (123 миль/ч, 107 узлов) на уровне моря
- Минимальная допустимая скорость: 71 км/ч (44 миль/ч, 38 узлов)
- Практическая дальность: 889 км (552 бр. миль, 480 миль)
- Продолжительность полёта: 6 ч
- Практический потолок: 4 572 м (15000 футов)
- Допустимая перегрузка: +4/-2
- Скороподъёмность: 6,5 м/с
- Аэродинамическое качество: 10
- Разбег: 100 м (300 футов)

Двухлопастной пропеллер издаёт довольно значительный шум, из-за чего в 2009 году производитель заменил его трёхлопастным.

## Экономические показатели
Анализ стоимости обслуживания, проведённый журналом Aviation Consumer в сравнении G3 с Cessna 152 при использовании в лётной школе в течение 2013 года, показал, что стоимость G3 на 50 % больше, чем у Цессны 30-летнего возраста. Эксперты журнала видят проблему в дороговизне обслуживания, из-за недостатка центров ТОиР и нехватки запчастей. По мнению журнала Plane&Pilot модификация GX способна в большей степени удовлетворять потребностям пилотов. В 2013 году самолёт занимал 5-е место по продажам среди лёгких спортивных самолётов (LSA) в США.